# Menella heterospiculata
Menella heterospiculata is een zachte koraalsoort uit de familie Plexauridae. De koraalsoort komt uit het geslacht Menella. Menella heterospiculata werd in 1916 voor het eerst wetenschappelijk beschreven door Broch. 